# تامار بيروشاشفيلي
تامار بيروشاشفيلي (9 أبريل 1961) (بالجورجية: თამარ ბერუჩაშვილი)‏ هي دبلوماسية وسياسية جورجية كانت سفير جورجيا لدى المملكة المتحدة منذ مارس 2016، وكانت سابقا وزيرة الشؤون الخارجية، وهو منصب شغلته من 11 نوفمبر 2014 حتى 1 سبتمبر 2015. وقد شغلت سابقا منصب وزير التجارة والعلاقات الاقتصادية الخارجية من عام 1998 حتى عام 2000، ووزيرة التكامل الأوروبي الأطلسي في عام 2004. كما عملت أيضا نائبة وزير الشؤون الخارجية من 2000 إلى 2003، ومجددا من عام 2013 حتى تعيينها وزيرا في عام 2014.
كما عملت بيروشاشفيلي أستاذة في جامعة تبليسي الحكومية من عام 2000 حتى عام 2010.
تم تعيينها وزيرة للشؤون الخارجية في 11 نوفمبر 2014، وبقيت في المنصب حتى 1 سبتمبر 2015 عندما حل محلها جيورجي كفيريكاشفيلي (Giorgi Kvirikashvili). 